# 巴比伊
50°8′7″N 23°44′21″E / 50.13528°N 23.73917°E
巴比伊（烏克蘭語：Бабії），是烏克蘭西部的村莊，隸屬利維夫州的利維夫區。該村始建於1989年，面積0.49平方公里，2013年人口230，人口密度每平方公里469.39人。